# Shiba (Tokyo)
Shiba (芝?) è un distretto di Minato, Tokyo, in Giappone, situato vicino alla stazione di Hamamatsuchō e la Tamachi.
Shiba è stata una circoscrizione di Tokyo dal 1878 al 1947, assieme alla Hamamatsucho, Shinbashi, Shirokane, Takanawa e Toranomon.